# سیارک ۴۷۳۳
سیارک ۴۷۳۳ (به انگلیسی: 4733 ORO، نامگذاری:1982HB2) چهار هزار و هفتصد و سی و سومین سیارک کشف شده‌است که در ۱۹ آوریل ۱۹۸۲ کشف شد.
قدر مطلق سیارک برابر ۱۳٫۷۰ است.